# Alopecosa wenxianensis
Alopecosa wenxianensis es una especie de araña araneomorfa del género Alopecosa, familia Lycosidae. Fue descrita científicamente por Tang, Yin & Yang en 1997.
Habita en China.